# Odalisk vid en skärm
Odalisk vid en skärm (franska: L'odalisque au paravent) är en oljemålning av den franske konstnären Henri Matisse. Den målades 1923 och ingår sedan 1928 i Statens Museum for Kunsts samlingar i Köpenhamn. Den är signerad i nedre högra hörnet.
Målningen skildrar en odalisk, det vill säga en mer eller mindre naken kvinna i orientalisk miljö. Orientalismen var en stark strömning i Frankrike allt sedan Napoleons invasion av Egypten 1798 och företräddes av bland andra Jean-Auguste-Dominique Ingres (Den stora odalisken) och Jean-Léon Gérôme (Bönestund i moskén), den senare utnämndes till hedersordförande när Société des Peintres Orientalistes Français grundades 1893. Matisse var vid utförandet av Odalisk vid en skärm influerad av islamisk konst och sina resor till Nordafrika. Den målades i hans ateljé i Nice där han hade tillgång till orientaliska mattor och artefakter.  
Statens Museum of Kunst förvärvade 1928 en större samling Matisse-målningar, bland annat Le Luxe och Interiör med violin. I samlingen finns ytterligare en odalisk-målning, benämnd Odalisk och målad och förvärvad samma år som Odalisk vid en skärm.

## Andra odaliskmålningar av Matisse

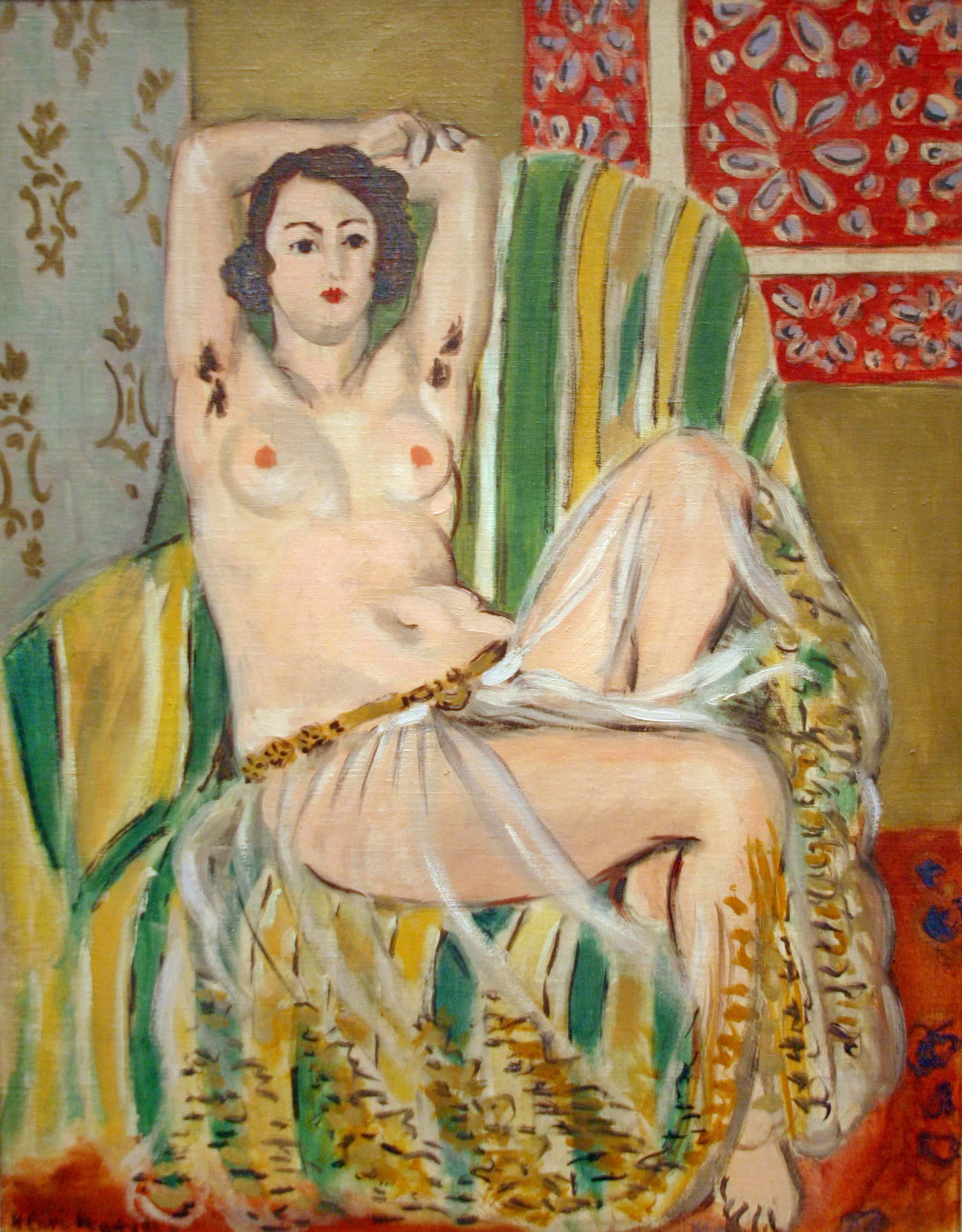
Odalisk med uppsträckta armar (1925–1926), National Gallery of Art.
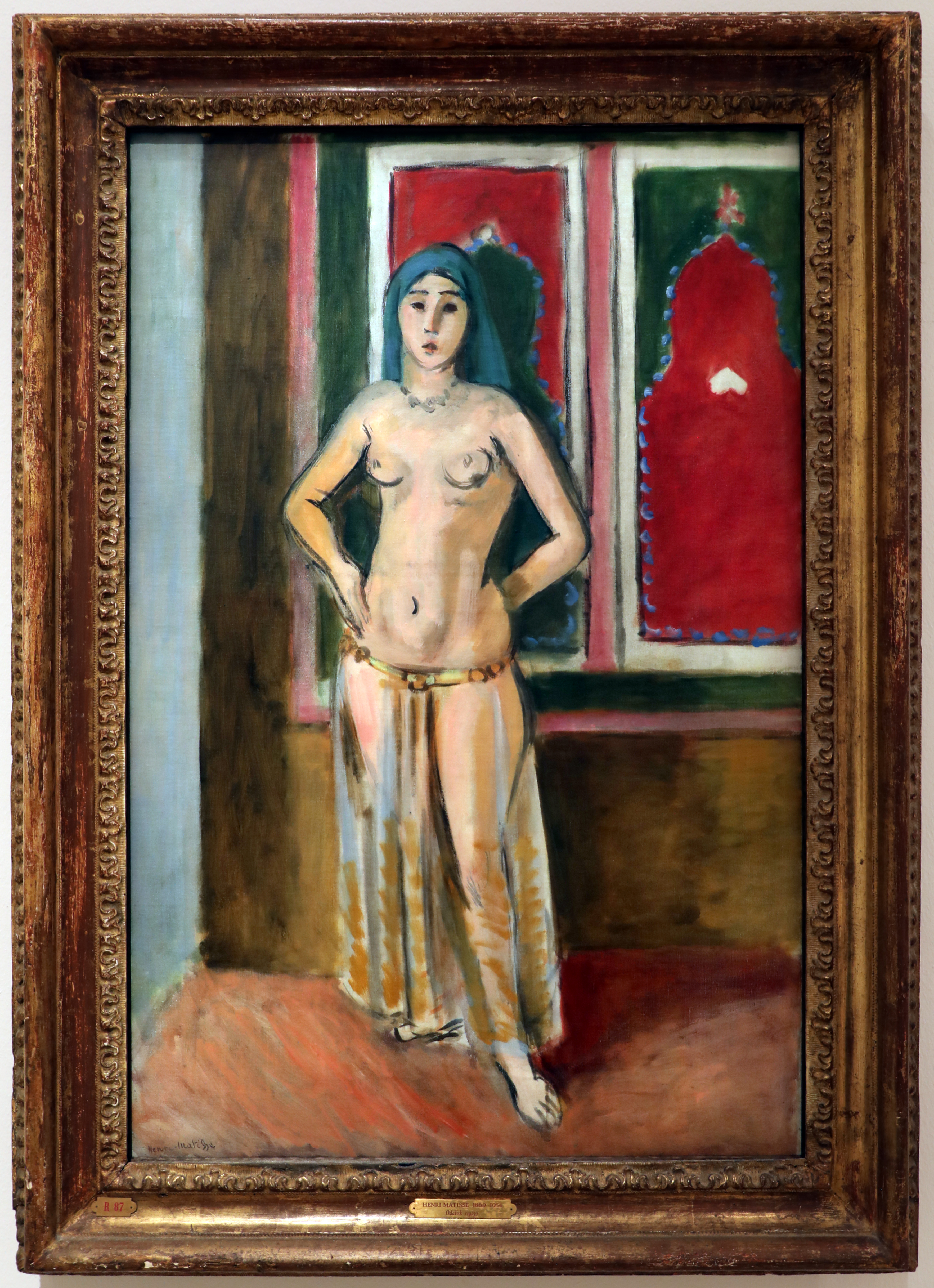
Odalisk (1923), Statens museum for Kunst. Olja på duk, 92,5 x 60 cm.